# Emir Bekrić
Pour les articles homonymes, voir Bekrić.
Emir Bekrić (né le 14 mars 1991 à Belgrade) est un athlète serbe, spécialiste du 400 mètres haies.

## Biographie
D'origine bosniaque, d'où son prénom, sa mère est serbe.
Son meilleur temps est de 49 s 55 a été obtenu à Shenzhen, lors de l'Universiade de 2011. Peu de temps avant, il avait battu le record national en 49 s 61 lors des Championnats d'Europe espoirs d'athlétisme 2011.
Sur 400 m, il a participé aux Championnats d'Europe en salle au POPB en mars 2011. Il a été finaliste (7e) des Championnats du monde junior à Moncton en 2010.
Emir Bekrić participe aux Championnats d'Europe 2012 d'Helsinki. Il y remporte la médaille d'argent du 400 m haies en 49 s 49, terminant derrière le Britannique Rhys Williams (49 s 33) et devant l'Ukrainien Stanislav Melnykov (49 s 69), un jour après avoir établi un nouveau record de Serbie en demi-finale en 49 s 37. 

### 2013: médaille de bronze aux mondiaux de Moscou
2013 marque l'apogée de sa progression : après 2 records de Serbie en 2012 (49 s 37 et 49 s 21), le Serbe entame la saison 2012 en remportant les Jeux méditerranéens de Mersin en 48 s 83, qui signifie son premier chrono sous les 49 secondes et qui constitue par ailleurs un nouveau record des Jeux. En juillet suivant, il remporte les Championnats d'Europe espoirs en améliorant ce record à 48 s 76.
Au mois d'août, lors des Championnats du monde de Moscou, il réussit en demi-finale le temps de 48 36 (record de Serbie et meilleure performance européenne de l'année) et obtient ainsi son billet pour la finale. Lors de cette finale, il coupe la ligne d'arrivée en 48 s 05 et obtient la médaille de bronze sur 400 mètres haies, devenant le premier serbe médaillé mondial sur cette épreuve. Il améliore encore le record de Serbie.

### Depuis 2015: coup d'arrêt dans sa carrière
Blessé en 2015 et 2016, sa dernière participation à un championnat international remonte aux Championnats d'Europe 2014. Ce long arrêt dans sa carrière est notamment dû à un problème de gestion des attentes fixés par l'entourage et les fans, qui pour la plupart ont cessé de croire en Bekric. Après une prise de poids excessive (une autre raison de cet arrêt) où il est passé de 89 kg (en compétition) à 100 kg, le Serbe a décidé de se séparer de son entraîneur et de partir en République tchèque où il s'entraîne avec Pavel Maslák sous la tutelle de Dalibor Kupka. Il est finalement retourné en Serbie quelques mois plus tard.
Il reprend la compétition internationale en février 2018 à l'occasion des championnats des Balkans en salle d'Istanbul où il termine 5e du 400 m en 49 s 04. Le 20 juillet, il remporte le 400 m haies des championnats des Balkans de Stara Zagora en 51 s 05, son meilleur temps de la saison.
Sélectionné pour les championnats d'Europe de Berlin, le Serbe passe le cap des séries en 50 s 46, son meilleur temps de la saison. Il termine dernier de celle-ci en 50 s 96, et échoue donc à atteindre la finale.

## Palmarès
| Date | Compétition                       | Lieu         | Résultat | Épreuve     | Temps         |
| ---- | --------------------------------- | ------------ | -------- | ----------- | ------------- |
| 2009 | Championnats d'Europe par équipes | Belgrade     | 6e       | 400 m haies | 54 s 33       |
| 2010 | Championnats d'Europe par équipes | Belgrade     | 2e       | 400 m haies | 51 s 66       |
| 2010 | Championnats du monde juniors     | Moncton      | 7e       | 400 m haies | 51 s 06       |
| 2011 | Championnats d'Europe par équipes | Novi Sad     | 2e       | 400 m haies | 50 s 35       |
| 2011 | Championnats d'Europe espoirs     | Ostrava      | 3e       | 400 m haies | 49 s 61       |
| 2011 | Universiade                       | Shenzhen     | 6e       | 400 m haies | 50 s 20       |
| 2012 | Championnats d'Europe             | Helsinki     | 2e       | 400 m haies | 49 s 49       |
| 2013 | Championnats d'Europe par équipes | Kaunas       | 1er      | 400 m haies | 49 s 98       |
| 2013 | Championnats d'Europe par équipes | Kaunas       | 1er      | 4 x 400 m   | 3 min 08 s 73 |
| 2013 | Jeux méditerranéens               | Mersin       | 1er      | 400 m haies | 48 s 83       |
| 2013 | Championnats d'Europe espoirs     | Tampere      | 1er      | 400 m haies | 48 s 76       |
| 2013 | Championnats du monde             | Moscou       | 3e       | 400 m haies | 48 s 05       |
| 2014 | Championnats d'Europe par équipes | Riga         | 1er      | 400 m haies | 49 s 64       |
| 2014 | Championnats d'Europe par équipes | Riga         | 3e       | 4 x 400 m   | 3 min 08 s 54 |
| 2014 | Championnats des Balkans          | Pitești      | 1er      | 400 m haies | 50 s 08       |
| 2014 | Championnats d'Europe             | Zurich       | 6e       | 400 m haies | 49 s 90       |
| 2018 | Championnats des Balkans en salle | Istanbul     | 5e       | 400 m       | 49 s 04       |
| 2018 | Championnats des Balkans          | Stara Zagora | 1er      | 400 m haies | 51 s 05       |
| 2018 | Championnats des Balkans          | Stara Zagora | 4e       | 4 x 400 m   | 3 min 11 s 69 |

## Records
| Épreuve          | Performance  | Lieu   | Date         |
| ---------------- | ------------ | ------ | ------------ |
| 400 mètres haies | 48 s 05 (NR) | Moscou | 15 août 2013 |